# Étienne Minoungou
Étienne Minoungou, né le 24 mars 1968 à Koupéla, est un comédien, conteur, metteur en scène, dramaturge et entrepreneur culturel burkinabè,. Il lance en 2002 les premières résidences d'écritures et de création théâtrales africaines à Ouagadougou, Les Récréatrales.

## Biographie

### Enfance et études
Étienne Minoungou, né en 1968 au Burkina Faso, est fils de catéchiste.
Ancien pensionnaire du Petit séminaire St Augustin de Baskouré, il poursuit ses études à l'université de Ouagadougou en sociologie et à l'école de théâtre de l'Union des ensembles dramatiques de Ouagadougou (UNEDO) en art dramatique, entre 1990 et 1992. Puis il passe un certificat d'aptitude au professorat du secondaire à l'Institut national supérieur des sciences de l'éducation. En 1994, il devient professeur de français pendant quelques années au lycée de Ziniaré.

### Carrière
Entre 1996 et 1999, Étienne Minoungou est directeur artistique du Théâtre de la Fraternité et, à partir de 1997, il est professeur d'art dramatique à l'UNEDO. Il fonde en 2002 le festival Récréâtrales et en est le directeur,,.
En 2014, à Bruxelles, il crée le spectacle "M'appelle Mohamed Ali" écrit par le comédien et dramaturge Dieudonné Niangouna, qui sera joué au festival d'Avignon en 2016, puis au Récréâtrales, en même temps que "Cahier d'un retour au pays natal" d'Aimé Césaire. Les deux spectacles sont complétés par un troisième qui est "Si nous voulons vivre" une adaptation dramaturgie de "Ancre, salive, sueur et sang" recueil de chroniques, d'entretiens de Sony Labou Tansy. En décembre 2018, lors de l’inauguration du Musée des civilisations noires à Dakar, Étienne Minoungou présente pour la première fois le spectacle « Traces, Discours aux nations africaines », un texte de Felwine Sarr. Celui-ci sera joué à La Semaine d'Art en Avignon en octobre 2020 et tourne en Europe et en Afrique.
Étienne Minoungou totalise avec ses créations plus de 450 représentations à travers le monde.

## Publications
- 2003 : "J'aime les personnages monstrueux", avec Sylvie Chalaye, dans Africulture 2003/2[11].

## Spectacles
- 2014: Cahier d’un retour au pays natal, d’Aimé Césaire (mise en scène de Daniel Scahaise)
- 2014: M'appelle Mohamed Ali de Dieudonné Niangouna, créé au Festival d’Avignon en juillet 2014 (mise en scène de Hamado Tiemtore)
- 2017: Si nous voulons vivre, d'après "Encre, sueur, salive et sang" de Sony Labou Tansi (mise en scène Patrick Janvier)
- 2018: Traces, Discours aux nations africaines, de Felwine Sarr (mise en scène et interprétation Étienne Minoungou, musique Simon Winse)
- 2024 : Tremblement du monde , d'après les œuvres et réflexions d’Édouard Glissant, dramaturgie et montage textuel de Felwine Sarr et Étienne Minoungou (mise en scène et interprétation Étienne Minoungou, musique Simon Winse)[12]

## Distinctions
- Prix du Syndicat de la critique 2021 : meilleur comédien pour Traces, discours aux nations africaines